# Korela
Korela (även Suurõ-Korela, Suure-Korela, Suur-Korela eller Savina-Suur) är en by (estniska: küla) i Setomaa kommun i landskapet Võrumaa i sydöstra Estland. Byn ligger på vänstra (västra) sidan av ån Piusa, nära gränsen mot Ryssland. Inom byns territorella område finns en stor del av Mustoja naturpark.
I kyrkligt hänseende hör byn till Räpina församling inom den Estniska evangelisk-lutherska kyrkan.
Före kommunreformen 2017 hörde byn till dåvarande Värska kommun i landskapet Põlvamaa.